# Tesařík alpský
Tesařík alpský (Rosalia alpina) je jeden z velkých tesaříků.

## Rozšíření
Je to charakteristický druh hmyzu původních bukových lesů vyšších poloh od 600–1000 m. Rozšířený je ve střední a jižní Evropě, ale i v jižním Švédsku, zasahuje až do Malé Asie, na Krym, Kavkaz a jižní Kavkaz. V Česku je již velmi vzácný; pravděpodobně největší naleziště je v Českém ráji, ale v současné době se vyskytuje i v Polabí a na jižní Šumavě. Zpozorován byl i na jižní Moravě. Na Slovensku je místy hojný (Malé Karpaty, Bílé Karpaty, Strážovské vrchy, Malá Fatra a Velká Fatra, Slovenské rudohoří, Vihorlat a jiné).

## Stavba těla
Jeho tělo dosahuje velikosti 15–38 mm, je dost ploché a dlouhé. Povrch těla je zbarven šedě, modrošedé až modře. Tykadla samečků jsou téměř dvakrát tak dlouhá jako tělo, zatímco u samiček sotva přesahují konec těla. Na štítu a krovkách jsou typické černé, bledě obroubené skvrny (velká přední, společná příčná a malá zadní skvrna), dosti proměnlivé. Proměnlivost kresby krovek byla příčinou popisu velkého počtu (více než 100) barevných odchylek (aberací). To podporuje zájem sběratelů, kteří jej pro půvabný vzhled, zejména pro proměnlivé zabarvení, sbírají dokonce v sériích.

## Život

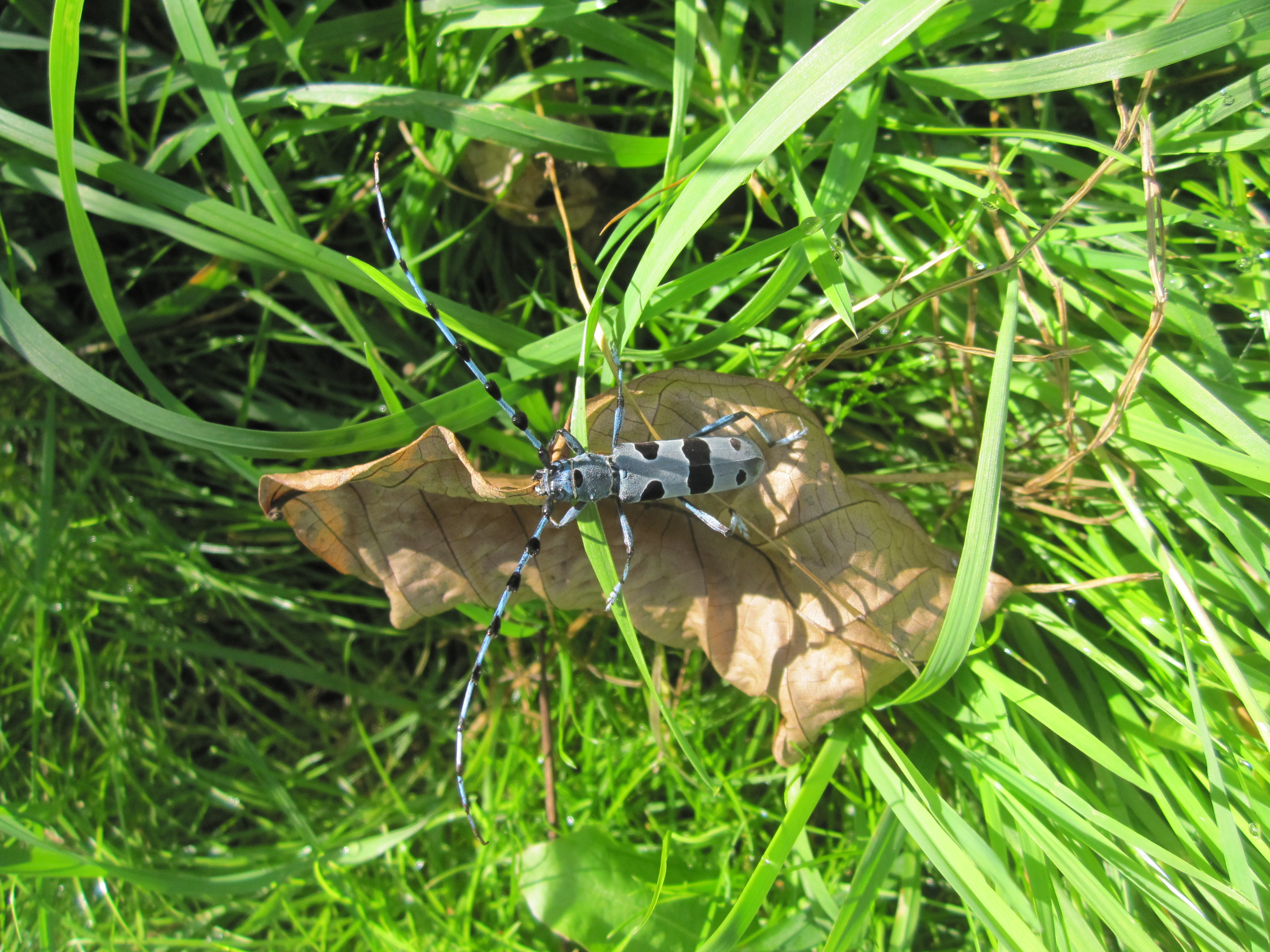
Tesařík alpský (Rosalia alpina)

Imaga (dospělci) poletují od června do srpna za teplých, slunečných dní kolem stromů, z nichž se vylíhla, a v blízkém okolí. Živí se mízou poraněných stromů. Nejpočetnější populace se vážou na původní pralesní porosty s čerstvě padlými nebo odumírajícími buky. Jiné hostitelské stromy jsou topol, vrba, hloh, ořech, hruška atd. Imaga obvykle upřednostňují jižní, teplé svahy.
Oplodněná samička klade vajíčka do čerstvě pokácených, padlých nebo odumírajících buků, do ran nebo štěrbin kůry. Z vajíček se líhnou bělavě zbarvené larvy válcovitého tvaru s malou příčnou hlavou. Ve dřevě žijí několik let a pak se pod povrchem kmene zakuklují. Larvám pomáhají trávit buničinu symbiotické organismy, kterými se larvy infikují při prožírání přes vaječný obal. Na vajíčka se dostanou ze střeva samičky při jejich kladení. Imago se prohryzává na povrch kmene výletovým otvorem. Vývoj trvá 2–3 roky. Jelikož samička klade vajíčka většinou do nemocného dřeva a larvy se vyvíjejí v odumírající dřevě, není možné pokládat tesaříka alpského za škodlivého – škody jsou zanedbatelné. V přírodě počet larev snižuje datel, počet imág lesní ptactvo, ještěrky a hmyzožravci.

## Ochrana
Tesařík alpský je významným zástupcem horské fauny. Jeho populace byla v posledních letech výrazně oslabena, proto je chráněn ve všech zemích střední Evropy. Je zákonem chráněn a není předpoklad, že by byl běžnými sběrovými metodami ohrožen jeho početní stav (existuje finanční postih). Přesto se počet vhodných lokalit z roku na rok zmenšuje. Příčinou jsou zásahy do jeho životního prostředí, především kácení původních bukových lesů a jejich náhrada jehličnany. Kromě toho má velký podíl na decimování populace pokácené a pořezané bukové dřevo ponechané přes léto v lese. Sem se totiž soustřeďuje většina snůšek vajíček, které po odvozu dřeva na podzim a později přijdou vlastně vniveč. Pokud samičky nakladou vajíčka do zbytků bukového dřeva po těžbě, vývin úspěšně skončí jen část populace, protože toto dřevo podléhá rychlému rozkladu způsobenému dřevokaznými houbami. Takto se možnosti vývinu omezují na vývraty uvízlé v korunách okolo stojících stromů, suché haluze nebo části kmenů. To vše se však odstraňuje jako potenciální zdroj nákaz a škůdců.